# Рафаел Надал
Рафаел Надал Парера (на испански: Rafael Nadal Parera) е бивш испански професионален тенисист. Той е класиран като номер 1 в света в продължение на 209 седмици и е завършвал като номер 1 в края на годината пет пъти с рекордните 13 пъти в топ 2 на класацията в края на годината. Той също така държи рекорда за най-много последователни седмици в Топ 10 на класацията на ATP, като никога не е напускал Топ 10 от април 2005 г. до март 2023 г., общо 912 седмици. Надал е спечелил 22 титли от Големия шлем на сингъл при мъжете, включително рекордните 14 титли от Откритото първенство на Франция. Той е спечелил 92 ATP титли на сингъл, включително 36 Мастърс титли, като 63 от тях са на клей. Надал е един от само двамата мъже, завършили Златния шлем в кариерата си на сингъл. Неговите 81 последователни победи на клей са най-дългата серия от победи на една настилка в Oткритата ера.
Има общо четиринадесет титли от Ролан Гарос, което е абсолютен рекорд. Именно заради това е наричан Кралят на клея.
С отбора на Испания печели Купа Дейвис през 2004 г. Държи рекорда за най-много поредни победи при мъжете на една настилка – 81 победи на клей, постигнати между април 2005 и май 2007-а. Носител е на две награди на АТП – за новак на годината (2003) и тенисист с най-голям напредък (2005), както и Спортна награда Лауреус за новак на годината (2006). Рафаел влиза в топ 50 на света още на шестнадесет години, а две години по-късно вече е в подножието на върха, достигайки второто място.
Заради доминацията си на клей още в ранните години на кариерата си, Надал е определян от мнозина като най-добрия в историята на клей.

## Семейство и ранни години
Бащата на Надал, Себастиан е собственик на ресторант и има стъкларски бизнес, а майка му Ана Мария е домакиня. Рафа има по-малка сестра, Мария Изабел. Има и двама известни чичовци: Мигел Анхел Надал, бивш футболист на Барселона, Майорка и националния отбор на Испания, и Тони Надал, бивш тенисист, който е треньор на Рафаел.
Тони запалва Рафа по тениса когато той е едва тригодишен. Той е и човекът, който го научава да играе с лявата ръка, въпреки че не е левичар. Първоначално Рафаел е раздвоен между тениса и футбола, но окончателно решава да прави кариера в тениса, когато дванадесетгодишен печели Европейското първенство за деца до 12 г.
На четиринадесет години побеждава не кого да е, а Пат Кеш, шампион от Уимбълдън. Кеш отива в Майорка, за да играе демонстративен мач с Борис Бекер, но германецът е принуден да се откаже поради контузия и е заменен от Надал.

## Кариера

### 2002 – 2004
През 2002 г. Надал участва на първия си турнир от АТП Тур в Майорка и печели първия си мач там – срещу парагваеца Рамон Делгадо. Така той става едва деветият тенисист, който печели среща от турнир на АТП преди да навърши 16 г. Рафа печели шест Фючърс турнира в родината си, като постига 20 поредни победи, а балансът му от този вид турнири е 37 победи и 3 загуби.
През 2003 г. Надал започва да се налага сред елита на световния тенис. Печели два Чалънджър турнира и играе финал на още четири. Дебютира в турнир от сериите Мастърс в Монте Карло, където стига до трети кръг, а след месец повтаря класирането си и в Хамбург. Пропуска Ролан Гарос поради контузия в десния лакът. За сметка на това дебютира в турнир от Големия шлем на Уимбълдън, при това с победа срещу Марио Анчич. Стигайки до трети кръг, седемнадесетгодишният Надал става най-младият тенисист, стигнал дотам след шестнадесетгодишния Борис Бекер през 1984-та. На турнира в Умаг за първи път играе полуфинал на турнир от висока категория, но губи от своя идол и добър приятел Карлос Моя. Моя, който също е роден на остров Майорка и тренира заедно с Надал, неведнъж е заявявал, че не е виждал друг испански тенисист на възрастта на Надал, който е толкова добър. На същия турнир печели първата си титла на двойки.
В началото на 2004 г. Надал играе финал в Окланд. В Ещорил през месец април получава контузия в левия глезен и се завръща на кортовете чак след три месеца. Скоро след това печели турнира в Сопот. Рафа изиграва много важна роля в отбора на Испания при спечелването на Купа Дейвис, надделявайки над играчи като Радек Щепанек, Арно Клеман, а на финала и над Анди Родик. С тази си победа над американеца се превръща в най-младия тенисист от държава, взела Купа Дейвис през съответната година, спечелил мач на сингъл във финал на турнира.

### 2005
През 2005 Надал окончателно се нарежда сред най-добрите тенисисти в света. Испанската сензация печели цели 11 турнира, с което счупва рекорда на Матс Виландер за най-много титли, спечелени от тийнейджър за един сезон (9 през 1983 г.). Завършва годината на второ място в ранглистата, нещо, което тийнейджър прави за първи път след Борис Бекер през 1986 г., и става първият испанец в историята на толкова предна позиция в крайното класиране за годината.
Рафа започва годината с четвърти кръг на Откритото първенство на Австралия. Следват титли в Салвадор и Акапулко. На първия си финал на турнир от сериите Мастърс Надал е на две точки от трисетова победа над Роджър Федерер, но в крайна сметка губи с 2:3 сета. Следват обаче четири поредни титли от Монте Карло, Барселона, Рим и Ролан Гарос, като Рафаел постига 24 поредни победи, с което подобрява рекорда на Андре Агаси от 1988 г. за най-много поредни победи, постигнати от тийнейджър през „ерата на откритите първенства“. С първата му победа в Монте Карло започва серията му от 81 поредни победи на клей. На финала в Рим надделява над Гилермо Кория в мач, продължил 5 часа и 14 минути, това е най-дългият финал в ерата на откритите първенства. След тази среща вече е в топ 5 на света.
На Уимбълдън Надал преживява разочарование, след като е елиминиран във втория кръг от неизвестния представител на Люксембург Жил Мюлер. Следват три поредни титли от турнирите в Бостад, Щутгарт и Канадиън Оупън. След победата в немския град Надал се изкачва на второ място в световната ранглиста, ставайки третият най-млад тенисист (19 години, 1 месец и 22 дни), стигнал до тази позиция след Борис Бекер (18 години, 9 месеца и 17 дни) и Бьорн Борг (18 години, 10 месеца и 2 дни).
На Откритото първенство на САЩ Надал стига до третия кръг. След това печели турнира в Пекин и Мастърса в Мадрид. Контузия в лявото стъпало го възпрепятства да вземе участие в Тенис Мастърс Къп.
Равносметката на Надал в края на годината е впечатляваща. 11 титли, от които 4 на турнири от сериите Мастърс, също толкова колкото има и номер едно в света Федерер. Победите на Надал са 79, а тези на Федерер – 81.

### 2006
Сезонът за Надал започва чак през февруари, тъй като той контузията на крака му още не е излекувана напълно. Въпреки това бързо навлиза във форма и още на втория си турнир за годината печели титлата, надделявайки над Федерер в Дубай. Малко след това повтаря упражнението в Монте Карло и Рим. Така Рафа вече има пет победи от шест мача срещу Федерер, а никой друг тенисист не е побеждавал швейцареца повече от веднъж след като той заема първото място в ранглистата в началото на 2004-та. Между тези два турнира Надал защитава и титлата си от Барселона.
На финала на Ролан Гарос Надал за пореден път успява да победи Федерер. В първия мач от турнира той надделява над Робин Сьодерлинг и счупва рекорда на Гилермо Вилас от 53 поредни победи на клей от 1977 г. След този мач се състои церемония, на която на Рафа е връчен трофей, представляващ напречен разрез на клей корт. На церемонията присъства и Вилас, който въпреки похвалите, които изрича за Надал, не е готов изцяло да признае новия рекорд, поради факта че постига 53-те си победи в рамките на един сезон. В интервю за Ройтерс Вилас заявява, че има чувството, че Рафа нарочно е играл и на по-слаби турнири, за да може да постигне лесни победи.
Следващата среща между номер едно и две в света е на финала на Уимбълдън. Очаквано Федерер побеждава, тъй като на трева е почти непобедим. За Надал стигането до финал е изненадващо, по пътя си дотам той побеждава в шест мача (сред тях победи над Агаси и Маркос Багдатис), а преди този турнир в цялата си кариера има само три победи на тревна настилка.
На Откритото първенство на САЩ Надал регистрира най-доброто си класиране на този турнир в кариерата си, стигайки до четвъртфинал, загубен от Михаил Южни. На финалния турнир за годината – Тенис Мастърс Къп, Рафа стига до полуфинал, където за втори път през годината е победен от Федерер.

### 2007
През 2007 Надал стига до четвъртфинал на Откритото първенство на Австралия, където е елиминиран от Фернандо Гонсалес. Срещу Новак Джокович печели първа титла от Индиън Уелс Мастърс. След четвъртфинал в Маями, където Джокович успява да се реваншира, Рафа за трета поредна година печели Мастърса в Монте Карло, като надделява на финала над Федерер. Така става първият тенисист с три поредни победи след Илие Настасе през 1971 – 1973.
На 2 май в Майорка се състои т. нар. Battle of Surfaces. Това е демонстративен мач между Надал и Федерер на корт, който от едната страна на мрежата е с тревно покритие, а от другата с клей. Причината за среща на такъв корт, за чиято подготовка трябват 19 дни и над 1,6 милиона долара, е че по това време Надал доминира на клей със 72 поредни победи, а Федерер на трева с 48 поредни победи. Досадният недостатък на този корт е, че при всяка смяна на полетата играчите трябва да сменят и маратонките си, пригодени за игра на различния тип настилка. В крайна сметка Надал побеждава със 7:5, 4:6, 7:6(10).
Надал продължава с хеттриковете си и в Барселона и Рим (в Рим е първият тенисист с три поредни титли). Така се стига и до Хамбург Мастърс, на чийто финал Рафаел губи от Федерер, с което се слага край на победната му серия на клей. Надал обаче си отмъщава на финала на Ролан Гарос, като за втора поредна година прекъсва амбициите на швейцареца да спечели единствената липсваща му титла от Големия шлем. От своя страна, с тази си трета поредна титла от Ролан Гарос, Рафа става първият тенисист след Бьорн Борг през 1978 – 1981, който постига това нещо.
На Уимбълдън се случва куриоз. Мачовете на Надал от третия и четвъртия кръг срещу съответно Робин Сьодерлинг и Михаил Южни (и двата петсетови) се играят в продължение на шест дни заради почти непрекъснатия дъжд над Лондон. Надал стига до финала, но отново губи от Федерер.
Следва титла на Рафаел от турнира в Щутгарт.
Още от Уимбълдън Надал има проблеми с колената, които се отразяват на играта му. Така се стига и до ранното отпадане на Откритото първенство на САЩ, там губи в четвъртия кръг от сънародника си Давид Ферер.

### 2008
През 2008 Надал стига до четвъртфинал на Откритото първенство на Австралия, където губи от Жо-Вилфрид Цонга. По време на клей сезона Надал печели 4 титли на сингъл и побеждава Роджър Федерер на три финала.
Печели Ролан Гарос, превръщайки се в едва петият човек, печелил турнир от Големия шлем без загуба сет. На финала побеждава Федерер за трета поредна година. Също така той е четвъртият тенисист, който печели турнир от Големия шлем четири поредни години.
За трета поредна година достига до финала на Уимбълдън. За първи път го печели, побеждавайки на финала Федерер с 6 – 4, 6 – 4, 6 – 7(5), 6 – 7(8), 9 – 7. Финалът е спряган от мнозина като най-великият мач в цялата история на тениса.
След Уимбълдън Надал печели Роджърс Къп в Торонто и след това достига до полуфинала на турнира в Синсинати. На 18 август вече е номер 1 в ранглиста, измествайки Федерер.
На Олимпийските игри в Пекин на полуфинала побеждава Новак Джокович с 6 – 4, 1 – 6, 6 – 4, а на финала надиграва Фернандо Гонзалес, с което печели първия си златен медал.
На Откритото първенство на САЩ Надал не губи сет в първите три мача. В четвърти кръг побеждава Сам Куери в четири сета, а на четвъртфинала се налага над Марди Фиш отново в четири сета. На полуфинала претърпява поражение от евентуалния финалист Анди Мъри с 6 – 2, 7 – 6(5), 4 – 6, 6 – 4.
На Мастърса в Мадрид Надал губи на полуфинала от Жил Симон с 3 – 6, 7 – 5, 7 – 6(6). Въпреки това, участието му в турнира гарантира, че ще се превърне в първия испанец, който завърша годината под номер 1. Две седмици след това достига до четвъртфиналите на Мастърса в Париж, където губи първия сет от Николай Давиденко с 6 – 1, а след това се отказва след контузия в коляното. Следващата седмица Надал съобщава, че няма да участва на турнира в Шанхай поради тендинит на коляното.

### 2009
На Откритото първенство на Австралия през 2009 Надал печели първите 5 мача без загуба на сет. На полуфиналите побеждава сънародника си Фернандо Вердаско в 5 сета за 5 часа и 14 минути, като това е най-дългият мач на Откритото първенство на Австралия. На финала за първи път среща Федерер на турнир от Големия шлем на твърда настилка. Печели със 7 – 5, 3 – 6, 7 – 6(3), 3 – 6, 6 – 2, правейки го първият испанец, който печели този турнир от Големия шлем. Надал става и четвъртият след Джими Конърс, Матс Виландер и Андре Агаси, който печели титли на Големия шлем на три различни настилки.
На Индиън Уелс Надал печели своята 13-а титла от Мастърс сериите. В трети кръг спасява 5 мачбола и побеждава за първи път Давид Налбандиян. На четвъртфиналите побеждава Хуан Мартин Дел Потро, Анди Родик на полуфиналите и печели титлата, налагайки се над Анди Мъри на финала.
Надал започва клей сезона на Мастърса в Монте Карло. Печели титлата за пети рекорден път, като на финала побеждава Новак Джокович с 6 – 3, 2 – 6, 6 – 1. Така Надал става първият тенисист, който печели даден турнир от Мастърс сериите пет поредни пъти.
Надал продължава победната си серия като печели титлата в Барселона за пети пореден път, където на финала побеждава Давид Ферер с 6 – 2, 7 – 5 и титлата в Рим за четвърти пореден път, превръщайки се в първия тенисист, който печели в Рим четири поредни пъти. На Мастърса в Мадрид Надал губи от Федерер на финала с 4 – 6, 4 – 6. Това е първата загуба на Надал от Федерер от 2007 година.
В третия кръг на Ролан Гарос с победата си над Лейтън Хюит Надал поставя рекорд за 31 поредни победи на този турнир, побеждавайки предишния рекорд на Бьорн Борг за 28 поредни победи. В четвърти кръг губи от евентуалния финалист Робин Сьодерлинг с 6 – 2, 6 – 7(2), 6 – 4, 7 – 6(2). Това е първата и единствена загуба на Надал на Ролан Гарос.
След изненадващата си загуба Надал съобщава, че има тендинит и на двете колена. На 19 юни миналогодишният шампион се оттегля от Уимбълдън. Той е и първият шампион, който не защитава титлата си след Горан Иванишевич през 2001.
Първият турнир на Надал след Ролан Гарос е Роджърс Къп в Монреал. Там испанецът губи на четвъртфинала от Хуан Мартин Дел Потро. С тази загуба Надал вече е под номер 3 в ранглистата, като за първи път е извън топ 2 от 25 юли 2005.
На Откритото първенстово на САЩ Надал побеждава Фернандо Гонзалес на четвъртфинала със 7 – 6(4), 7 – 6(2), 6 – 0. На полуфинала губи от еветуалния шампион Хуан Мартин Дел Потро с 2 – 6, 2 – 6, 2 – 6. Въпреки загубата си, Надал си връщата второто място, поради ранното отпадане на Анди Мъри.
На Финалния Мастърс Надал претърпява разочарование като губи от Робин Сьодерлинг, Николай Давиденко и Новак Джокович без да спечели сет.
През декември Надал участва във втори за него финал на Дейвис Къп. Той помага за титлата на отбора си, побеждавайки Томаш Бердих и Ян Хайек.
Надал завърша годината под номер 2 за четвърти път от 5 години. Испанецът печели награда за най-много (девет) сета нула. Това е и третият път, в който печели тази награда, което е рекорд.

### 2010
Рафаел Надал започва годината като печели титла на демонстративен турнир в Абу Даби, къде на финала побеждава Робин Сьодерлинг със 7 – 6(3), 7 – 5. След това участва на турнир в Доха, където достига на финал, но губи от Николай Давиденко с 6 – 0, 6 – 7(8), 4 – 6.
На Откритото първенство на Австралия Надал достига до четвъртфинала, където играе срещу Анди Мъри, но се отказва в третия при резултат 6 – 3, 7 – 6(2), 3 – 0. По съвет на лекарите Надал си взима 2 седмици почивка, за да се възстанови.
На Индиън Уелс Надал не успява да защити титлата си след като губи от евентуалния шампион Иван Любичич на полуфинала. Въпреки неуспеха си на сингъл, Надал заедно със сънародника си Марк Лопез печелят титлата на двойки. След Индиън Уелс испанецът достига до полуфинал на Сони Ериксон Оупън, където губи от евентуалния шампион Анди Родик в три сета.
Надал печели Мастърса в Монте Карло за шести пореден път, като на финала побеждава сънародника си Фернандо Вердаско с 6 – 0, 6 – 1, превръщайки се в първия тенисист, който печели турнир шест поредни пъти. Испанецът се отказва от участие на турнира в Барселона, печелен пет пъти от него. Печели титлата на Мастърса в Рим след като на финала побеждава Давид Ферер със 7 – 5, 6 – 2. По този начин изравнява рекорда на Андре Агаси от 17 титли от турнири от Мастърс сериите. След това печели титлата на Мастърса в Мадрид, побеждавайки Федерер на финала с 6 – 4, 7 – 6(5). Това е и 18-ата рекордна титла на Надал, подобрявайки миналия рекорд.
На Ролан Гарос Надал печели титлата за пети път, побеждавайки Сьодерлинг на финала с 6 – 4, 6 – 2, 6 – 4 и си връща първото място в ранглистата. По този начин Надал става първият тенисист, който печели трите турнира от Мастърс сериите на клей и Ролан Гарос. Впечатляващото му постижение бива наречено „Клей Шлем“.
На Уимбълдън Надал побеждава Филип Пецшнер в трети кръг с 6 – 4, 4 – 6, 6 – 7, 6 – 2, 6 – 3. По време на мача испанецът търси съвети от своя чичо и треньор Тони Надал, поради което е санкциониран с $2000. На полуфинала побеждава Анди Мъри с 6 – 4, 7 – 6(8 – 6), 6 – 4, достигайки за четвърти път на финал на Уимбълдън. На финала побеждава Томаш Бердих с 6 – 3, 7 – 5, 6 – 4, печелейки своята осма титла от турнири от Големия шлем.
След Уимбълдън Надал участва в Роджърс Къп, където губи на полуфинала от Мъри с 6 – 3, 6 – 4. Интересна подробност от турнира е, че световният номер 1 Надал участва на двойки заедно с Джокович – световния номер 2. Двамата претърпяват поражение още в първи кръг от канадците Милош Раонич и Вашек Поспишил. След това Надал участва на Мастърса в Синсинати, където губи на четвъртфинала от Маркос Багдатис.
На Откритото първенство на САЩ Надал достига до финал без загуба на сет. Там се налага над Джокович с 6 – 4, 5 – 7, 6 – 4, 6 – 2, постигайки „Кариерен Голям шлем“. Също така той се превръща в едва вторият тенисит, печелил „Кариерен Златен Шлем“ след Андре Агаси.
След това Надал участва на турнира в Тайланд, където губи на полуфинала от сънародника си Гилермо Гарсия Лопез. На турнира в Токио Надал печели седмата си титла за година, побеждавайки Гаел Монфис на финала с 6 – 1, 7 – 5. На турнира в Шанхай испанецът губи още в третия кръг от Юрген Мелцер, който прекъсва серията му от 21 поредни четвъртфинала.
На Финалния Мастърс в Лондон Надал достига до финала след като побеждава Родик, Джокович, Бердих и Мъри. На финала претърпява поражение от Федерер с 6 – 3, 3 – 6, 6 – 1.
Надал завърша годината като поставен под номер 1 в ранглистата със спечелени три титли от Големия шлем и три титли от Мастърс сериите.

### 2011
Надал започва годината, участвайки на турнира в Абу Даби, Обединени Арабски Емирства. На полуфинала печели срещу Томаш Бердих с 6 – 4, 6 – 4 и така за трети път достига финала в този турнир, където побеждава Роджър Федерер със 7 – 6, 7 – 6.
На турнира в Доха, Катар Надал се представя неубедително, което, по думите му, се дължи на треска. След като трудно преминава първите три кръга, той отпада на полуфинала от Николай Давиденко с резултат 3 – 6 2 – 6. Със сънародника си Марк Лопес печелят титлата на двойки, побеждавайки италианците Даниеле Брачали и Андреас Сепи с 6 – 3, 7 – 6.
В първия кръг на Откритото първенство на Австралия съперникът на Надал – бразилеца Маркуш Даниел, се отказва при резултат 6 – 0, 5 – 0 в полза на испанеца. Побеждавайки Райън Суитинг във втори кръг (6 – 2, 6 – 1, 6 – 1), Рафаел Надал достига до трети кръг, където се изправя срещу Бърнард Томич. Австралиецът, по-рано отстранил сънародникът на Надал Фелисиано Лопес, бива победен с 6 – 2, 7 – 5, 6 – 3. В четвърти кръг Надал побеждава хърватина Марин Чилич с 6 – 2, 6 – 4, 6 – 3. На четвъртфинал среща сънародника си Давид Ферер, но рано в мача контузва подколянно сухожилие и губи с 4 – 6, 2 – 6, 3 – 6.
На 7 февруари в Абу Даби Надал печели наградата за спортист на годината, побеждавайки футболистите Лионел Меси и Андрес Иниеста, пилота от Формула 1 Себастиан Фетел и баскетболиста Коби Брайънт.
През март Надал играе в първи кръг на турнира за Купа Дейвис в Белгия, където родната му Испания записва 4 победи срещу 1 за отбора на Белгия. Надал спечелва и двата мача, които играе.
По-късно същия месец той играе третия си финал на турнира в Индиън Уелс, който губи от Новак Джокович 6 – 4, 3 – 6, 2 – 6. На следващия ден двамата играят приятелски мач в Богота, Колумбия, спечелен от Надал.
На турнира Сони Ериксон Оупън Надал побеждава тенисисти като Фелисиано Лопес, Александър Долгополов и Томаш Бердих, достигайки до полуфинал, където среща Роджър Федерер. Надал печели с 6 – 3, 6 – 2. На финала негов противник отново е Новак Джокович. Сърбинът печели мача с 6 – 4, 3 – 6, 6 – 7. За първи път в кариерата си Надал достига финалите на Индиан Уелс и Сони Ериксон Оупън в една календарна година.
През април печели за седми пореден път турнира в Монте Карло, побеждавайки Давид Ферер с 6 – 4, 7 – 5. Само седмица по-късно печели турнира в Барселона отново побеждавайки Давид Ферер на финала, този път с 6 – 2, 6 – 4.
Надал губи следващите два турнира от Новак Джокович, в Мадрид с 5 – 7, 4 – 6 и в Рим с 4 – 6, 4 – 6. За първи път Надал губи два пъти на клей корт от един и същ тенисист в един и същ сезон.
На най-важния турнир, провеждан на клей корт – Ролан Гарос, Надал печели титлата за шести път, побеждавайки Роджър Федерер със 7 – 5, 7 – 6, 5 – 7, 6 – 1. По този начин титлите му от турнири от Големия шлем стават 10.
Надал печели първите три кръга на Уимбълдън, без да загуби сет. В четвъртия кръг се изправя срещу шампиона от Откритото първенство на САЩ – аржентинеца Хуан Мартин дел Потро. Испанеца побеждава със 7 – 6, 3 – 6, 7 – 6, 6 – 4. На четфъртфинал среща Марди Фиш и отново печели в четири-сетов мач – 6 – 3, 6 – 3, 5 – 7, 6 – 4. Негов опонент на полуфинала е поставеният под номер 4 Анди Мъри. Надал побеждава с 5 – 7, 6 – 2, 6 – 2, 6 – 4. Финалния мач е между Рафаел Надал и Новак Джокович. Това е петият финал за двамата през 2011 г., като предишните четири са спечелени от Джокович. Сърбинът печели титлата и става шампион, побеждавайки Надал с 6 – 4, 6 – 1, 1 – 6, 3 – 6. Джокович става вторият тенисист след Рождър Федерер, победил Надал на финал на турнир от Големия шлем и първият човек, победил Надал на Уимбълдън от 2007 г. насам. Спечелвайки титлата, Джокович става номер 1 в Световната ранглиста, което е своеобразен рекорд, от 2 февруари 2004 г. никой друг, освен Федерер и Надал, не е оглавявал списъка. По този начин сърбинът спира доминацията на двамата.
Надал губи изненадващо във втори кръг на Роджърс Къп от хърватина Иван Додиг с 6 – 1, 6 – 7, 6 – 7. На Синсинати Мастърс отпада на четфъртфинал от Марди Фиш.
На последния турнир от Големия шлем за годината – Откритото първенство на САЩ, Надал достига финала, но губи от Новак Джокович – 2 – 6, 4 – 6, 7 – 6, 1 – 6.
Испанецът достига финала и на турнира в Япония, но губи от Анди Мъри с 6 – 3, 2 – 6, 0 – 6. На турнира в Шанхай Надал е поставен под номер 1 в основната схема поради отсъствието на Новак Джокович, но отпада в трети кръг от поставения под номер 23 Флориан Майер с резултат 6 – 7, 3 – 6.

### 2012
Началото на годината е дадено с турнира на твърди кортове в Доха, където Рафа достига до полуфинал и е спрян от 16-ия Гаел Монфис с 3 – 6, 4 – 6. Следва първият за годината турнир от Големия шлем: Откритото първенство на Австралия. Надал губи в пет сета финалния мач от Новак Джокович със 7 – 5, 4 – 6, 2 – 6, 7 – 6(5), 5 – 7 след почти 6 часа игра. На следващите два турнира от Мастърс серията в Индиън Уелс и Маями, испанецът достига до полуфинал като в първия отпада от Федерер с 3 – 6, 4 – 6, а другият дори не го започва поради контузия. Следват турнирите в Монте Карло и Барселона, които Надал печели. В първия побеждава на финала Джокович без проблеми с 6 – 3, 6 – 1. В другия финал среща Давид Ферер като побеждава със 7 – 6(1), 7 – 5. На Мастърса в Мадрид изненадващо е победен от 19-ия в схемата Фернандо Вердаско в четвърти кръг: 3 – 6, 6 – 3, 5 – 7. Следва още една победа във финал над Джокович този път на Мастърс турнира в Рим със 7 – 5, 6 – 3. Във втория турнир от Шлема за сезона Надал е шампион със само един изгубен сет, побеждавайки на финала Джокович с 6 – 4, 6 – 3, 2 – 6, 7 – 5. Следва изненадващо отпадане на турнира в Хале на четвъртфинал от Филип Колшрайбер с 3 – 6, 4 – 6. На Уимбълдън, Рафа отпада във втори кръг от поставения под номер 100 в схемата Лукаш Росол като това е последният му мач за сезона. Надал пропуска втората половина от сезона заради травма в коляното, която лекува до началото на 2013 година, когато е неговото завръщане на корта.
Световният №1 Рафаел Надал спечели турнира по тенис в Рио де Женейро след победа на финала над Александър Долгополов с 6:3, 7:6 (3). Испанецът преодоля болките в гърба, които получи преди месец на загрявката за финала на Australian Open и успя да спечели турнира в Рио, като вече има 62 трофея в кариерата си.

### 2017: Десета титла на Ролан Гарос
Надал стартира сезона си на турнира в Бризбейн, което е и първото му участие на този турнир, но губи на четвъртфиналите от Милош Раонич в три сета. На Откритото първенство на Австралия Надал побеждава убедително Флориан Майер и Маркос Багдатис в първите два кръга, а в третия кръг и осминафиналите – Александър Зверев и Гаел Монфис, като по този начин достига четвъртфинал на турнир от Голям шлем за първи път от 2015. Там Надал се справя с Раонич и Григор Димитров на полуфиналите, като по този начин достига до финал от Големия шлем за първи път от 2014, където обаче губи след оспорван мач с Роджър Федерер. Това е първата загуба на Надал срещу Федерер на турнир от Голям шлем след финала на Уимбълдън през 2007 година.

### 2018: Единадесета титла на Ролан Гарос
През 2018 година Рафаел Надал за пореден път показа, че е най-добрият тенисист на червени кортове. Той отново триумфира с титлата на Ролан Гарос за единадесети рекорден път. На финала на Откритото първенство по тенис на Франция Надал победи с 6:4, 6:3, 6:2 австриеца Доминик Тийм.
2019:Дванадесетата титла на Ролан Гарос
Рафаел Надал спечели за рекорден 12-и път титлата на Ролан Гарос. На финала испанецът се наложи с 6:3,5:7,6:1,6:1 над Доминик Тийм за втори последователен финал.

### Класиране в края на годината
| Година | 2001 | 2002 | 2003 | 2004 | 2005 | 2006 | 2007 | 2008 | 2009 | 2010 | 2011 | 2012 | 2013 |
| Сингъл | 818  | 235  | 47   | 51   | 2    | 2    | 2    | 1    | 2    | 1    | 2    | 4    | 1    |
| Двойки | 1537 | 1116 | 179  | 46   | 50   | 314  | 118  | 92   | 133  | 79   | 113  |      |      |

## Титли и участия на финал

### Постигнати резултати в турнирите от Големия шлем
| Легенда                                |
| -------------------------------------- |
| П (победител)                          |
| Ф (финалист)                           |
| ПФ (полуфинал)                         |
| ЧФ (четвъртфинал)                      |
| K (кръг в основната схема)             |
| KК (кръг в квалификациите)             |
| Н (не участва в турнира)               |
| П – З (Победи – Загуби)                |
| Т / У (Титли / Участия) (включително): |

До Откритото първенство на Австралия 2014 (включително)
| Турнир от Голям шлем | 2003  | 2004  | 2005   | 2006   | 2007   | 2008   | 2009   | 2010   | 2011   | 2012   | 2013   | 2014 | 2015 | Т / У   | П – З    | Победи % |
| -------------------- | ----- | ----- | ------ | ------ | ------ | ------ | ------ | ------ | ------ | ------ | ------ | ---- | ---- | ------- | -------- | -------- |
| ОП Австралия         | Н     | 3 К   | 4 К    | Н      | ЧФ     | ЧФ     | П      | ЧФ     | ЧФ     | Ф      | Н      | Ф    | ЧФ   | 1 / 9   | 40 – 8   | 83,33%   |
| Ролан Гарос          | Н     | Н     | П      | П      | П      | П      | 4 К    | П      | П      | П      | П      | П    | ЧФ   | 8 / 9   | 59 – 1   | 98,33%   |
| Уимбълдън            | 3 К   | Н     | 2 К    | Ф      | Ф      | П      | Н      | П      | Ф      | 2 К    | 1 К    | H    |      | 2 / 9   | 36 – 7   | 83,72%   |
| ОП САЩ               | 2 К   | 2 К   | 3 К    | ЧФ     | 4 К    | ПФ     | ПФ     | П      | Ф      | Н      | П      | H    |      | 2 / 10  | 41 – 8   | 83,67%   |
| Победи-Загуби        | 3 – 2 | 3 – 2 | 13 – 3 | 17 – 2 | 20 – 3 | 23 – 2 | 15 – 2 | 25 – 1 | 23 – 3 | 14 – 2 | 14 – 1 |      |      | 13 / 37 | 176 – 24 | 88,00%   |

#### Олимпийски игри

##### Сингъл
| година | медал  | турнир     | Настилка | съперник          | резултат           |
| ------ | ------ | ---------- | -------- | ----------------- | ------------------ |
| 2008   | Златен | Пекин 2008 | твърда   | Фернандо Гонсалес | 6–3, 7–6(7–2), 6–3 |

### Титли на сингъл (72)(към 8 юни 2014 г.)
| №   | Дата          | Турнир                                              | Противник             | Резултат                         |
| 1.  | 14.07.2002    | Аликанте, Испания F5                                | Марк Форнел-Местрес   | 7:5, 3:6, 6:3                    |
| 2.  | 18.08.2002    | Виго, Испания F10                                   | Антонио Пасторино     | 4:6, 7:6(4), 6:4                 |
| 3.  | 22.09.2002    | Барселона, Испания F15                              | Марк Форнел-Местрес   | 6:3, 6:4                         |
| 4.  | 29.09.2002    | Мадрид, Испания F16                                 | Гилермо Гарсия-Лопес  | 6:3, 7:6(1)                      |
| 5.  | 24.11.2002    | Гран Канария, Испания F19                           | Марк Форнел-Местрес   | 6:2, 6:3                         |
| 6.  | 01.12.2002    | Гран Канария, Испания F20                           | Флориан Майер         | 7:6(3), 6:4                      |
| 7.  | 30.03.2003    | Барлета, Италия                                     | Алберт Портас         | 6:2, 7:6(2)                      |
| 8.  | 03.08.2003    | Сеговия, Испания                                    | Томас Жиб             | 6:2, 7:6(1)                      |
| 9.  | 15.08.2004    | Сопот, Полша                                        | Хосе Акасусо          | 6:3, 6:4                         |
| 10. | 19.02.2005    | Салвадор, Бразилия                                  | Алберто Мартин        | 6:0, 6:7(2), 6:1                 |
| 11. | 27.02.2005    | Акапулко, Мексико                                   | Алберт Монтанес       | 6:1, 6:0                         |
| 12. | 17.04.2005    | Монте Карло, Монако                                 | Гилермо Кория         | 6:3, 6:1, 0:6, 7:5               |
| 13. | 24.04.2005    | Барселона, Испания                                  | Хуан Карлос Фереро    | 6:1, 7:6(4), 6:3                 |
| 14. | 08.05.2005    | Рим, Италия                                         | Гилермо Кория         | 6:4, 3:6, 6:3, 4:6, 7:6(6)       |
| 15. | 05.06.2005    | Ролан Гарос, Париж, Франция                         | Мариано Пуерта        | 6:7(6), 6:3, 6:1, 7:5            |
| 16. | 10.07.2005    | Бостад, Швеция                                      | Томаш Бердих          | 2:6, 6:2, 6:4                    |
| 17. | 24.07.2005    | Щутгарт, Германия                                   | Гастон Гаудио         | 6:3, 6:3, 6:4                    |
| 18. | 14.08.2005    | Монреал, Канада                                     | Андре Агаси           | 6:3, 4:6, 6:2                    |
| 19. | 18.09.2005    | Пекин, Китай                                        | Гилермо Кория         | 5:7, 6:1, 6:2                    |
| 20. | 23.10.2005    | Мадрид, Испания                                     | Иван Любичич          | 3:6, 2:6, 6:3, 6:4, 7:6(3)       |
| 21. | 05.03.2006    | Дубай, ОАЕ                                          | Роджър Федерер        | 2:6, 6:4, 6:4                    |
| 22. | 23.04.2006    | Монте Карло, Монако                                 | Роджър Федерер        | 6:2, 6:7(2), 6:3, 7:6(5)         |
| 23. | 30.04.2006    | Барселона, Испания                                  | Томи Робредо          | 6:4, 6:4, 6:0                    |
| 24. | 14.05.2006    | Рим, Италия                                         | Роджър Федерер        | 6:7(0), 7:6(5), 6:4, 2:6, 7:6(5) |
| 25. | 11.06.2006    | Ролан Гарос, Париж, Франция                         | Роджър Федерер        | 1:6, 6:1, 6:4, 7:6(4)            |
| 26. | 18.03.2007    | Индиън Уелс, Калифорния, САЩ                        | Новак Джокович        | 6:2, 7:5                         |
| 27. | 22.04.2007    | Монте Карло, Монако                                 | Роджър Федерер        | 6:4, 6:4                         |
| 28. | 29.04.2007    | Барселона, Испания                                  | Гилермо Каняс         | 6:3, 6:4                         |
| 29. | 13.05.2007    | Рим, Италия                                         | Фернандо Гонсалес     | 6:2, 6:2                         |
| 30. | 10.06.2007    | Ролан Гарос, Париж, Франция                         | Роджър Федерер        | 6:3, 4:6, 6:3, 6:4               |
| 31. | 22.07.2007    | Щутгарт, Германия                                   | Станислас Вавринка    | 6:4, 7:5                         |
| 32. | 27.04.2008    | Монте Карло, Монако                                 | Роджър Федерер        | 7:5, 7:5                         |
| 33. | 04.05.2008    | Барселона, Испания                                  | Давид Ферер           | 6:1, 4:6, 6:1                    |
| 34. | 18.05.2008    | Хамбург, Германия                                   | Роджър Федерер        | 7:5, 6:7(3), 6:3                 |
| 35. | 08.06.2008    | Ролан Гарос, Париж, Франция                         | Роджър Федерер        | 6:1, 6:3, 6:0                    |
| 36. | 15.06.2008    | Лондон, Англия                                      | Новак Джокович        | 7:6(6), 7:5                      |
| 37. | 06.07.2008    | Уимбълдън, Лондон, Великобритания                   | Роджър Федерер        | 6:4, 6:4, 6:7(5), 6:7(8), 9:7    |
| 38. | 27.07.2008    | Торонто, Канада                                     | Николас Кифер         | 6:3, 6:2                         |
| 39. | 17.08.2008    | Олимпийски игри, Пекин, Китай                       | Фернандо Гонсалес     | 6:3, 7:6(2), 6:3                 |
| 40. | 01.02.2009    | Открито първенство на Австралия, Мелбърн, Австралия | Роджър Федерер        | 7:5, 3:6, 7:6(3), 3:6, 6:2       |
| 41. | 22.03.2009    | Индиън Уелс, Калифорния, САЩ                        | Анди Мъри             | 6:1, 6:2                         |
| 42. | 19.04.2009    | Монте Карло, Монако                                 | Новак Джокович        | 6:3, 2:6, 6:1                    |
| 43. | 26.04.2009    | Барселона, Испания                                  | Давид Ферер           | 6:2, 7:5                         |
| 44. | 03.05.2009    | Рим, Италия                                         | Новак Джокович        | 7:6, 6:2                         |
| 45. | 11.04.2010    | Монте Карло, Монако                                 | Фернандо Вердаско     | 6:0, 6:1                         |
| 46. | 25.04.2010    | Рим, Италия                                         | Давид Ферер           | 7 – 5, 6 – 2                     |
| 47. | 16.05.2010    | Мадрид, Испания                                     | Роджър Федерер        | 6:4, 7:6(5)                      |
| 48. | 06.06.2010    | Ролан Гарос, Париж, Франция                         | Робин Сьодерлинг      | 6:4, 6:2, 6:4                    |
| 49. | 04.07.2010    | Уимбълдън, Лондон, Великобритания                   | Томаш Бердих          | 6:3, 7:5, 6:4                    |
| 50. | 12.09.2010    | Ню Йорк, САЩ                                        | Новак Джокович        | 6:4, 5:7, 6:4, 6:2               |
| 51. | 10.10.2010    | Токио, Япония                                       | Гаел Монфис           | 6:1, 7:5                         |
| 52. | 18.04.2011    | Монте Карло, Монако                                 | Давид Ферер           | 6:4, 7:5                         |
| 53. | 24.04.2011    | Барселона, Испания                                  | Давид Ферер           | 6:2, 6:4                         |
| 54. | 05.06.2011    | Ролан Гарос, Париж, Франция                         | Роджър Федерер        | 7:5, 7:6(3), 5:7, 6:1            |
| 55. | 22.04.2012    | Монте Карло, Монако                                 | Новак Джокович        | 6:3, 6:1                         |
| 56. | 29.04.2012    | Барселона, Испания                                  | Давид Ферер           | 7 – 6(1), 7 – 5                  |
| 57. | 20.05.2012    | Рим, Италия                                         | Новак Джокович        | 7:5, 6:3                         |
| 58. | 11.06.2012    | Ролан Гарос, Париж, Франция                         | Новак Джокович        | 6:4, 6:3, 2:6, 7:5               |
| 59. | 17.02.2013    | Сао Пауло, Бразилия                                 | Давид Налбандиян      | 6:2, 6:3                         |
| 60. | 02.03.2013    | Акапулко, Мексико                                   | Давид Ферер           | 6:0, 6:2                         |
| 61. | 17.03.2013    | Индиън Уелс, Калифорния, САЩ                        | Хуан Мартин дел Потро | 4:6, 6:3, 6:4                    |
| 62. | 28.04.2013    | Барселона, Испания                                  | Николас Алмагро       | 6:4, 6:3                         |
| 63. | 12.05.2013    | Мадрид, Испания                                     | Станислас Вавринка    | 6:2, 6:4                         |
| 64. | 19.05.2013    | Рим, Италия                                         | Роджър Федерер        | 6:1, 6:3                         |
| 65. | 09.06.2013    | Ролан Гарос, Париж, Франция                         | Давид Ферер           | 6:3, 6:2, 6:3                    |
| 66. | 11.08.2013    | Монреал, Канада                                     | Милош Раонич          | 6:2, 6:2                         |
| 67. | 18.08.2013    | Синсинати, САЩ                                      | Джон Изнър            | 7ː6(8), 7ː6(3)                   |
| 68. | 10.09.2013    | Ню Йорк, САЩ                                        | Новак Джокович        | 6:2, 3:6, 6:4, 6:1               |
| 69. | 4 януари 2014 | Доха, Катар                                         | Гаел Монфис           | 6:1, 6:7 (5:7), 6:2              |
| 70. | 23.02.2014    | Рио де Жанейро, Бразилия                            | Даниел Химено-Травер  | 6:3, 7:5                         |
| 71. | 11.05.2014    | Мадрид, Испания                                     | Кей Нишикори          | 2:6, 6:4, 3:0 (отк.)             |
| 72. | 08.06.2014    | Ролан Гарос, Париж, Франция                         | Новак Джокович        | 3:6, 7:5, 6:2, 6:4               |

| Легенда             |
| Голям шлем (13)     |
| Мастърс Къп (0)     |
| Олимпийски игри (1) |
| Серии Мастърс (26)  |
| АТП Тур (22)        |
| Чалънджър (2)       |
| Фючърс (6)          |

### Загубени финали на сингъл (32) (към 04.07.2014 г.)
| №   | Дата           | Турнир                                              | Противник          | Резултат                          |
| 1.  | 02.02.2003     | Хамбург, Германия                                   | Марио Анчич        | 2:6, 3:6                          |
| 2.  | 03.03.2003     | Шербур, Франция                                     | Серхио Ройтман     | 3:6, 7:5, 4:6                     |
| 3.  | 23.03.2003     | Каляри, Италия                                      | Филипо Воландри    | 6:2, 2:6, 1:6                     |
| 4.  | 04.05.2003     | Екс ан Прованс, Франция                             | Мариано Пуерта     | 6:3, 6:7(6), 4:6                  |
| 5.  | 12 януари 2004 | Окланд, Нова Зеландия                               | Доминик Хърбати    | 6:4, 2:6, 5:7                     |
| 6.  | 03.04.2005     | Маями, Флорида, САЩ                                 | Роджър Федерер     | 6:2, 7:6(4), 6:7(5), 3:6, 1:6     |
| 7.  | 09.07.2006     | Уимбълдън, Лондон, Великобритания                   | Роджър Федерер     | 0:6, 6:7(5), 7:6(2), 3:6          |
| 8.  | 20.05.2007     | Хамбург, Германия                                   | Роджър Федерер     | 6:2, 2:6, 0:6                     |
| 9.  | 08.07.2007     | Уимбълдън, Лондон, Великобритания                   | Роджър Федерер     | 6:7(7), 6:4, 6:7(3), 6:2, 2:6     |
| 10. | 04.11.2007     | Пасифик Лайф Оупън, Париж, Франция                  | Давид Налбандиан   | 4 – 6, 0 – 6                      |
| 11. | 6 януари 2008  | Ченай, Тамил Наду, Индия                            | Михаил Южни        | 0 – 6, 1 – 6                      |
| 12. | 06.04.2008     | Маями, Флорида, САЩ                                 | Николай Давиденко  | 4 – 6, 2 – 6                      |
| 13. | 15.02.2009     | Ротердам, Холандия                                  | Анди Мъри          | 3 – 6, 6 – 4, 0 – 6               |
| 14. | 17.05.2009     | Мадрид, Испания                                     | Роджър Федерер     | 4:6, 4:6                          |
| 15. | 18.10.2009     | Шанхай, Китай                                       | Николай Давиденко  | 6:7(3), 3:6                       |
| 16. | 9 януари 2010  | Доха, Катар                                         | Николай Давиденко  | 6 – 0, 6 – 7(8), 4 – 6            |
| 17. | 28.11.2010     | Лондон, Англия                                      | Роджър Федерер     | 6 – 3, 3 – 6, 6 – 1               |
| 18. | 20.03.2011     | Индиън Уелс, Калифорния, САЩ                        | Новак Джокович     | 4 – 6, 6 – 3, 2 – 6               |
| 19. | 03.04.2011     | Маями, Флорида, САЩ                                 | Новак Джокович     | 6 – 4, 3 – 6, 6 – 7(3)            |
| 20. | 08.05.2011     | Мадрид, Испания                                     | Новак Джокович     | 5 – 7, 4 – 6                      |
| 21. | 15.05.2011     | Рим, Италия                                         | Новак Джокович     | 4 – 6, 4 – 6                      |
| 22. | 03.07.2011     | Уимбълдън, Лондон, Великобритания                   | Новак Джокович     | 4 – 6, 1 – 6, 6 – 1, 3 – 6        |
| 23. | 12.09.2011     | Открито първенство на САЩ, Ню Йорк, САЩ             | Новак Джокович     | 2 – 6, 4 – 6, 7 – 6(3), 1 – 6     |
| 24. | 09.10.2011     | Токио, Япония                                       | Анди Мъри          | 6 – 3, 2 – 6, 0 – 6               |
| 25. | 29 януари 2012 | Открито първенство на Австралия, Мелбърн, Австралия | Новак Джокович     | 7 – 5, 4 – 6, 2 – 6, 7 – 6, 5 – 7 |
| 27. | 10.02.2013     | Виня дел Мар, Чили                                  | Орасио Себайос     | 7 – 6(2), 6 – 7(4), 4 – 6         |
| 27. | 21.04.2013     | Монте Карло, Монако                                 | Новак Джокович     | 2 – 6, 6 – 7(1)                   |
| 28. | 06.10.2013     | Пекин, Китай                                        | Новак Джокович     | 3 – 6, 4 – 6                      |
| 29. | 11.11.2013     | ATP World Tour Finals, Лондон, Великобритания       | Новак Джокович     | 3 – 6, 4 – 6                      |
| 30. | 26 януари 2014 | Открито първенство на Австралия, Мелбърн, Австралия | Станислас Вавринка | 3 – 6, 2 – 6, 6 – 3, 3 – 6        |
| 31. | 30.03.2014     | Маями, Флорида, САЩ                                 | Новак Джокович     | 3 – 6, 3 – 6                      |
| 32. | 18.05.2014     | Рим, Италия                                         | Новак Джокович     | 6 – 4, 3 – 6, 3 – 6               |

### Титли на двойки (5)
| №  | Дата           | Турнир              | Партньор          | Противник                   | Резултат         |
| 1. | 27.07.2003     | Умаг, Хърватия      | Алекс Лопес-Морон | Тод Пери Томас Шимада       | 6:1, 6:3         |
| 2. | 11 януари 2004 | Мадрас, Индия       | Томи Робредо      | Джонатан Ерлих Анди Рам     | 7:6(3), 4:6, 6:3 |
| 3. | 8 януари 2005  | Доха, Катар         | Алберт Коста      | Андрей Павел Михаил Южни    | 6:3, 4:6, 6:3    |
| 4. | 27.04.2008     | Монте Карло, Монако | Томи Робредо      | Махеш Бупати Марк Ноулс     | 6:3 6:3          |
| 5. | 5 януари 2009  | Доха, Катар         | Марк Лопес        | Даниел Нестор Ненад Зимонич | 4:6, 6:4, 10:8   |

### Загубени финали на двойки (4)
| №  | Дата          | Турнир             | Партньор              | Противник                     | Резултат       |
| 1. | 24.04.2005    | Барселона, Испания | Фелисиано Лопес       | Леандер Паеш Ненад Зимонич    | 3:6, 3:6       |
| 2. | 7 януари 2007 | Мадрас, Индия      | Бартоломе Салва-Видал | Ксавие Малис Дик Норман       | 6:7(4), 6:7(4) |
| 3. | 25.04.2007    | Барселона, Испания | Бартоломе Салва-Видал | Андрей Павел Александер Васке | 3:6, 6:7(1)    |
| 4. | 10.02.2013    | Виня дел Мар, Чили | Хуан Монако           | Паоло Лоренци Потито Стараче  | 2 – 6, 4 – 6   |

### Отборни титли (1)
| №  | Дата            | Турнир                      | Съотборници                                  | Противник | Резултат |
| 1. | 03 – 05.12.2004 | Купа Дейвис, Севиля Испания | Хуан Карлос Фереро, Карлос Моя, Томи Робредо | САЩ       | 3 – 2    |